# ZTS: State of Entropy
ZTS: State of Entropy là một bộ phim chính kịch Úc năm 2002 của đạo diễn Stefanos Stefanidis có sự tham gia của Jai Koutrae và Glen Davenport.

## Diễn viên
- Jai Koutrae ... Glen
- Glen Davenport ... Mark
- David Gambin ... Colin
- Stacey Giaprakas ... Nick